# Albert Sidney Johnston
Albert Sidney Johnston (2. februar 1803 – 6. april 1862) var en karriereofficer i den amerikanske hær og efterfølgende general i sydstatshæren. Sydstaternes præsident Jefferson Davis anså ham for at være den dygtigste general i Sydstaterne. Han blev dræbt tidligt i slaget ved Shiloh og var den højest rangerende officer, der mistede livet i løbet af krigen.

## De unge år
Johnston blev født i Washington, Kentucky, som yngste søn af dr. John og Abigail Harris Johnston. Hans far stammede fra Salisbury, Connecticut. Selv om Albert Johnston var født i Kentucky, tilbragte han meget af sit liv i Texas, som han betragtede som sin hjemegn. Han blev uddannet på Transylvania University i Lexington og blev senere optaget på West Point. I 1826 afsluttede han sin uddannelse som nr. otte i sin årgang, og han blev udnævnt til sekondløjtnant i infanteriet. Han blev tildelt poster i New York og Missouri og deltog i Black Hawk krigen i 1832 som stabschef for general Henry Atkinson. I 1829 giftede han sig med Henrietta Preston. Han trådte ud af hæren i 1834 for at vende tilbage til Kentucky og passe sin døende kone. De fik en dreng, William Preston Johnston. Hans kone døde senere af kræft.

## Hæren i Texas
I april 1834 blev Johnston farmer i Texas, men lod sig indrullere som menig i Texas’ hær i uafhængighedskrigen mod Mexico i 1836. En måned senere blev Johnston forfremmet til major og blev aide-de-camp for general Sam Houston. Han blev udnævnt til adjudantgeneral (hvilket er den højeste administrative post i hæren) den 5. august. Den 31. januar året efter blev han brigadegeneral med kommandoen over Texas’ hær.
Den 7. februar 1837 udkæmpede han en duel mod brigadegeneral Felix Huston om kommandoen over Texas’ hær. Johnston afslog at skyde på Huston og mistede posten, efter at han blev såret i bækkenet. Texas’ 2. præsident, Mirabeau B. Lamar, udnævnte ham til krigsminister den 22. december 1838.
Johnston skulle forberede forsvaret af Texas’ grænse mod en invasion fra Mexico. I 1839 gennemførte han et togt mod indianerne i det nordlige Texas. I februar 1840 tog han sin afsked og vendte tilbage til Kentucky, hvor han giftede sig med Eliza Griffin i 1843. De bosatte sig på en stor plantage, som han kaldte ’’China Grove’’ i Brazoria County i Texas.

## U.S. Army
Johnston vendte tilbage til Texas’ hær under den mexicansk-amerikanske krig under general Zachary Taylor som oberst for 1st Texas Rifle Volunteers. Rekrutteringen af hans frivillige skete lige før slaget ved Monterrey. Det lykkedes for Johnston at overtale nogle få frivillige til at blive og kæmpe, mens han selv gjorde tjeneste som Inspector General of Volunteers og deltog i slagene ved Monterrey og Buena Vista.
Johnston blev på sin plantage efter krigen, indtil han i december 1849 blev udnævnt af Taylor, som nu var blevet USAs præsident, til major i USAs hær og Paymaster. Han tjente i denne rolle i mere end 5 år, og foretog 6 rejser, hvor han rejste mere end 4.000 miles langs grænsen til indiansk område i Texas. Han gjorde tjeneste i de texanske grænseområder og andre steder i Vesten.
I 1855 udnævnte præsident Franklin Pierce ham til oberst i det nye 2nd U.S. Cavalry, et nyt regiment, som han opstillede. Som nøgleperson i krigen i Utah ledte han tropper, som opbyggede en ikke-mormonsk regering i det tidligere mormon-territorium. Han fik en midlertidig forfremmelse til brigadegeneral i 1857 for sin tjeneste i Utah. Han tilbragte 1860 i Kentucky indtil den 21. december, hvor han afsejlede til Californien for overtage kommandoen over tropperne i Stillehavsdistriktet.

## Borgerkrigen
Ved borgerkrigens udbrud havde Johnston kommandoen over tropperne i Californien. Nogle californiere opfordrede ham til at føre sin styrker mod øst, og tilslutte sig Unionen i kampen mod Sydstaterne.
I stedet nedlagde han sin kommando, så snart han hørte at Texas var trådt ud af Unionen. Han blev i Californien indtil juni. Efter en hurtig march gennem ørknerne i Arizona og Texas nåede han til Richmond, Virginia omkring den 1. september 1861. Johnston blev udnævnt til general af sin ven Jefferson Davis. Den 30. maj 1861 blev Johnston den næsthøjest rangerende general i konføderationen (efter den relativt ukendte Samuel Cooper) med kommandoen over styrkerne i Vest. Han opstillede Army of Mississippi som skulle forsvare sydstaternes grænse fra Mississippifloden til Kentucky og Allegheny bjergene.
Selv om sydstatshæren vandt en opmuntrende sejr i det Første slag ved Bull Run på østfronten i 1861 så det anderledes sort ud i Vesten efter at hans underordnede generaler havde tabt slagene ved Fort Henry og Fort Donelson til Brigadegeneral Ulysses S. Grant i februar 1862. Johnston blev kritiseret for at have udvist dårlig dømmekraft, da han udpegede brigadegeneralerne Tilghman og Floyd til disse afgørende poster og for ikke selv at have overvåget bygningen af forterne.
Unionens generalmajor Don Carlos Buell erobrede Nashville, Tennessee hvorefter Johnston og P.G.T. Beauregard samlede deres styrker i Corinth, Mississippi og planlagde at lokke Grants styrker ved Pittsburg Landing i et baghold.

### Shiloh
Johnston samlede styrker fra hele området og igangsatte et stort overraskelsesangreb mod Grant i slaget ved Shiloh den 6. april 1862. Mens sydstatshæren brød ind over Unionshærens lejre, lod det til, at Johnston var overalt og selv ledede og samlede tropper langs hele linjen. Omkring kl. 14.30, mens han ledte sådan et angreb, blev han ramt af en kugle bag knæet. Han regnede ikke med at såret var alvorligt og bad sin personlige læge om at tage sig af en såret unionssoldat i stedet. Imidlertid havde kuglen ramt hans pulsåre, og hans støvle var ved at blive fyldt med blod. I løbet af nogle få minutter bemærkede hans stab, at han var ved at falde besvimet af sin hest, og da de spurgte ham, om han var såret, svarede han ”ja, og jeg er bange for at det er alvorligt”. Johnson blev ført til en lille kløft og der forblødte han i løbet af nogle minutter.
Det er muligt, at Johnston blev ramt af en kugle fra en sydstatssoldat, da man ikke så nogen Unionssoldat komme bag om ham, mens det vides, at mange sydstatssoldater skød mod Unionslinjerne, mens Johnston galoperede et godt stykke foran sine styrker. Han blev den højestrangerende, der døde i borgerkrigen, og hans død var et hårdt slag for moralen i Syden. Jefferson Davis betragtede han som værende den bedste general i landet. Dette skete to måneder før Robert E. Lee trådte frem som den førende general i Sydstaternes hær.

## Eftermæle
Johnston blev begravet i New Orleans. I 1866 besluttede kongressen i Texas, at han skulle flyttes til statskirkegården i Austin, hvilket skete året efter. 40 år senere fik Elisabet Ney af staten Texas til opgave at skabe et monument over og en skulptur af ham, som skulle opstilles på hans grav.
Texas Historical Commission har rejst en mindesten nær ved indgangen til det, som engang var hans plantage.